# Horla (novell)
Horla är en skräcknovell från 1887 av Guy de Maupassant, skriven i form av en dagbok. Horla är en av de Maupassants mest kända berättelser.
En första, kortare version av Horla publicerades i tidningen Gil Blas den 26 oktober 1886.         
Novellen har beskrivits som en egendomlig vampyrhistoria, och sägs ha inspirerat "The Call of Cthulhu" av H.P. Lovecraft.
Maupassant insjuknade vid unga år i syfilis. Mot slutet av sitt liv drabbades han av neurosyfilis, och han dog på ett mentalsjukhus. Horla har tolkats som en beskrivning av sjukdomsförloppet. Marcelo Miranda har dock påpekat att den första versionen av Horla skrevs 7 år innan de Maupassants död, och patienter med neurosyfilis överlevde vid den tiden sällan mer än 3-4 år.
Horla har tolkats som en litterär beskrivning av sömnparalys.

## Svenska översättningar
- Horla (2004) (poetisk tolkning av Stefan Hammarén, H:ström Text Kultur AB).[4]
- Horla (översättning Sam J. Lundwall, Lundwall Fakta & fantasi, 1993)[5]
- Kvinnogunst (översättning Ragnar Malmberg, Världslitteraturens Förlag, Malmö, 1928)[6]
- Horla (översättning Sigfrid Siwertz, 1927)[7]